# Ouadi Kubbaniya
Ouadi Kubbaniya est un site égyptien du Paléolithique supérieur.
Les archéologues pensaient auparavant que ce site détenait des preuves pour l'un des premiers exemples de l'agriculture. En effet, lors de la découverte de Ouadi Kubbaniya, il y avait des traces d'orge qui étaient initialement considérées comme des preuves d'agriculture, mais ce n'est plus considéré comme étant le cas. Le site a été daté d'il y a de 19 000 à 17 000 ans avec la datation au carbone 14. Ce site faisait partie d'une colonie, où les colons revenaient durant ses meilleures saisons, printemps et hiver.

## Lieu
Le site du Ouadi Kubbaniya est situé au sud de l'Égypte. C'est un oued situé sur la bordure ouest du Nil, et il est à 30 kilomètres d'Assouan.